# Valle del Jerte
Valle del Jerte es una mancomunidad, comarca natural y valle de Extremadura, en España. El valle está declarado bien de interés cultural desde 1973.
La mancomunidad está situada en el extremo nororiental de Extremadura y limita al norte con las provincias de Ávila y Salamanca, al oeste con el Valle del Ambroz, por el sur con la ciudad de Plasencia y al este con La Vera.
Todos los años, en la segunda quincena de marzo, se celebra en el Valle del Jerte la fiesta de El Cerezo en Flor, declarada de Interés Turístico Nacional. Millón y medio de árboles florecen casi al unísono, tiñendo el valle de blanco durante quince días.

## Población
El Valle del Jerte está formado por once municipios, agrupados en la Mancomunidad de Municipios del Valle del Jerte, que se reparten de forma desigual la población vallense, que consta de 10.648 habitantes (véase tabla).
Hoy día han desaparecido otras poblaciones que, en el transcurso de la Historia, también formaron parte del conjunto de municipios: Asperilla, Oxalvo, Peñahorcada, Vadillo y Tabares.
| Municipio           | Población (2020) | Superficie | Densidad |
| ------------------- | ---------------- | ---------- | -------- |
| Barrado             | 387              | 21,29      | 19,92    |
| Cabezuela del Valle | 2129             | 57         | 39,47    |
| Cabrero             | 328              | 7          | 51,57    |
| Casas del Castañar  | 552              | 25         | 23,76    |
| El Torno            | 851              | 22         | 40,77    |
| Jerte               | 1260             | 59         | 21,63    |
| Navaconcejo         | 2024             | 51,40      | 39,05    |
| Piornal             | 1483             | 36,39      | 42,21    |
| Rebollar            | 215              | 12         | 17,50    |
| Tornavacas          | 1098             | 76,60      | 12,940   |
| Valdastillas        | 321              | 8,10       | 40,37    |

## El medio físico

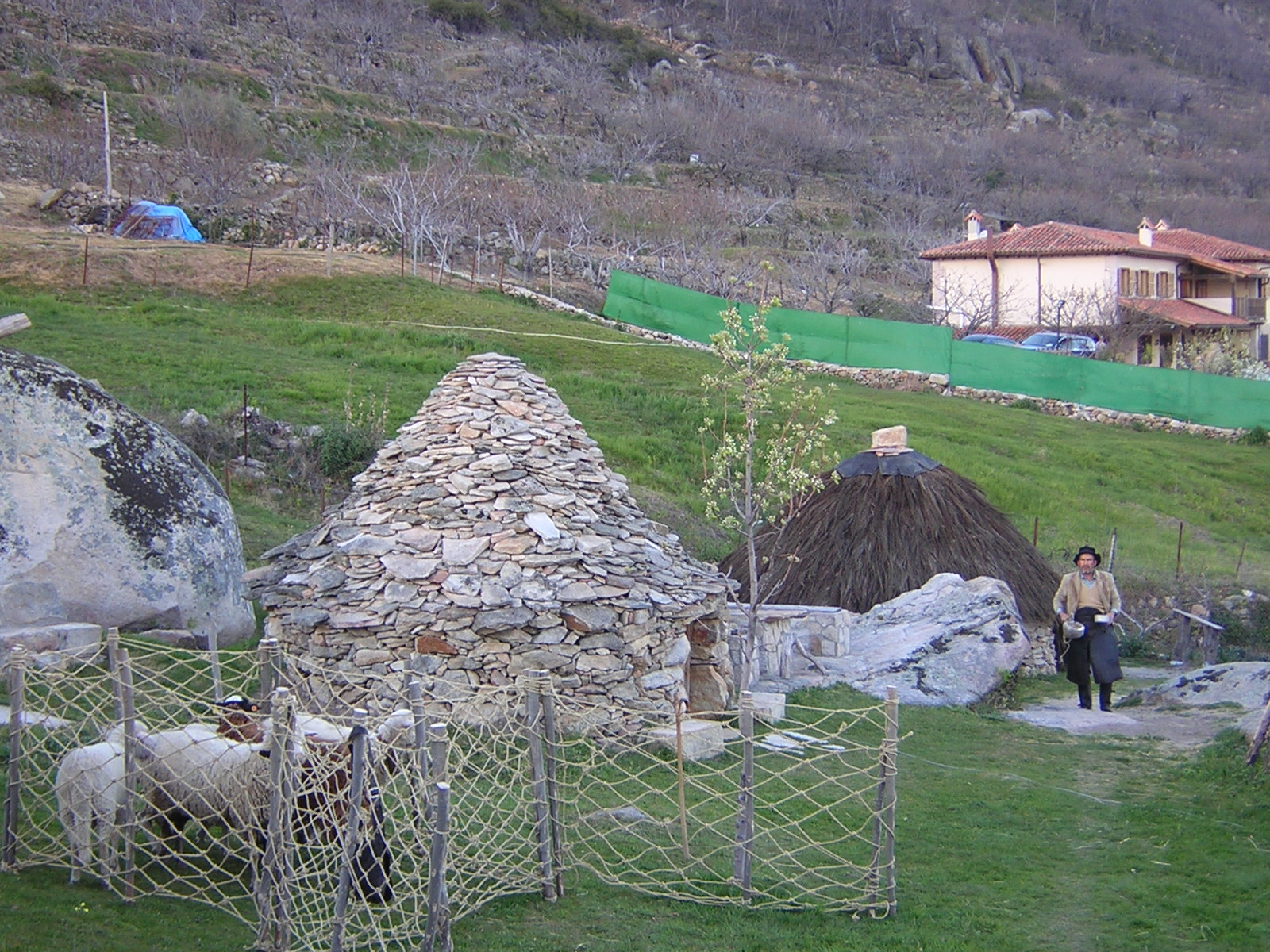
Chozos de ganaderos. El Torno.

### Geología y relieve
El Valle del Jerte se encuentra entre dos cadenas montañosas dentro del macizo de Gredos: la sierra de Tormantos al sureste (en el macizo central) y los montes de Traslasierra y sierra de Béjar al noroeste (en el macizo occidental de Gredos), donde se encuentra el punto más elevado de la región, el Torreón, cuya altura es de 2401 m s. n. m. Estas dos sierras, pertenecientes al Sistema Central, constituyen sus límites naturales.
La fisionomía del valle viene marcada por la erosión diferencial desarrollada a través del último tramo de la falla-dique de Messejana-Plasencia, que sigue la dirección NE-SW. Tiene una longitud aproximada de unos 70 km, desde el puerto de Tornavacas hasta la desembocadura del río Jerte, que se produce en las Vegas del Alagón.
La roca predominante es el granito, formada por un gran batolito correspondiente al metamorfismo de hace 350-200 millones de años, en la orogenia hercínica. Hace unos 40 millones de años y a lo largo de la orogenia alpina se produjeron otro tipo de ajustes en las diversas placas, cambiando el relieve de forma muy significativa. El borde S del Sistema Central NE, es una falla que une rocas cristalinas del sistema montañoso con los sedimentos terciarios de la depresión del Tajo. Los puertos que se originaron por el movimiento de los diversos bloques son entre otros: Tornavacas, Honduras, Rabanillo, San Gamello, etc. Las fracturas delimitan los bloques que, al hundirse, originaron fosas como los vecinos valles de Tiétar, Tormes, etc.
El basculamiento hacia el N elevó bloques y produjo en el Valle del Jerte una curiosa desviación de montañas, que toman dirección N-SW. Diferente a lo que ocurre en la sierra de Gredos y dando origen de este modo a su fisionomía actual.
Posteriormente las formas del relieve han recibido retoques propios de la influencia del glaciarismo en las cumbres y de las aguas de escorrentía y procesos de hielo-deshielo en las partes más bajas. Los glaciares en el S de Gredos tuvieron escasa importancia, aunque en el Valle del Jerte se encuentran los restos de los únicos valles glaciares de Extremadura: el glaciar de la Serrá y el de los Asperones, con su característica forma de artesa producida por la erosión de la lengua glaciar. Los cursos de agua que descienden de las cimas han contribuido al modelado de las laderas, formando profundas gargantas, que otorgan al valle su especial configuración.

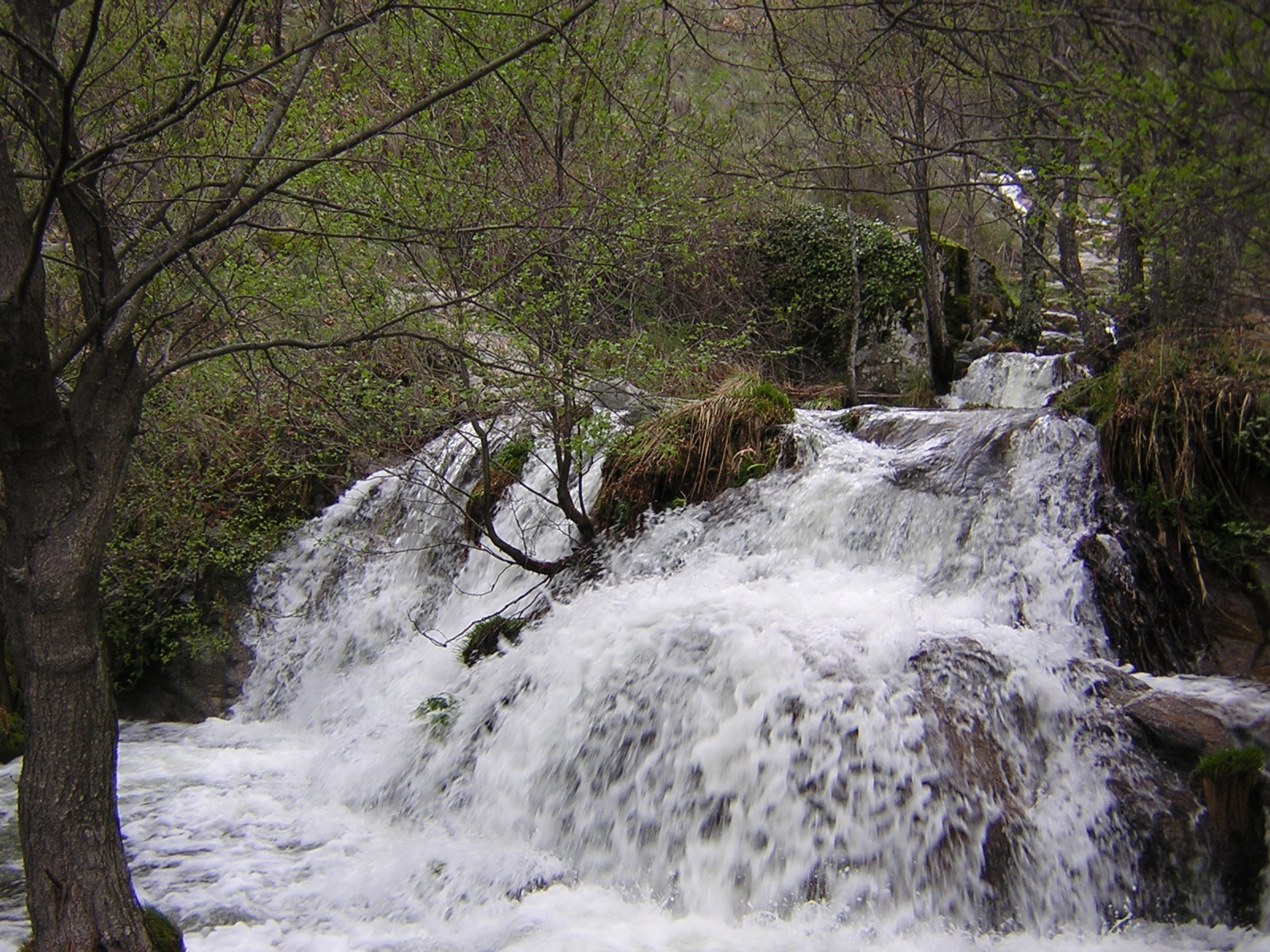
Garganta de La Puria. Valdastillas-El Torno.

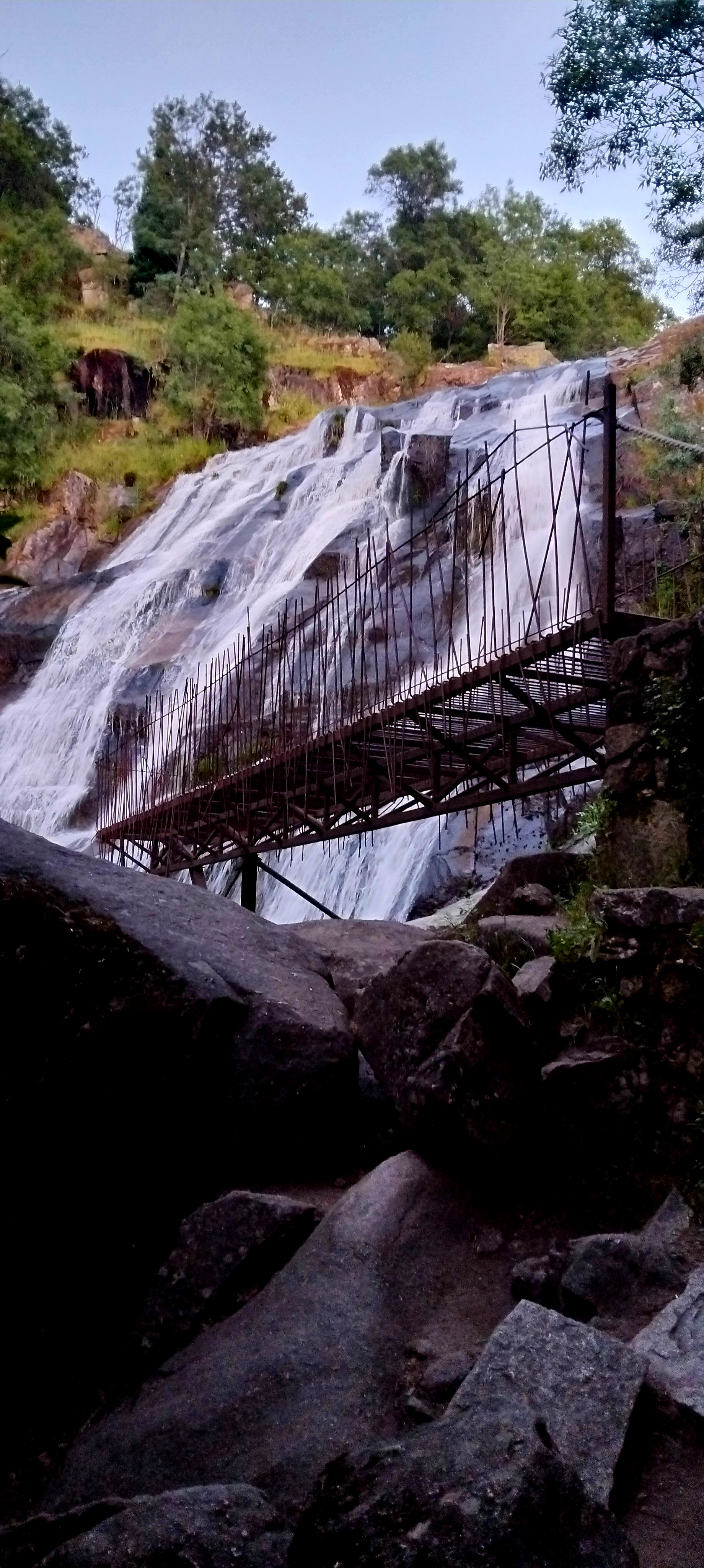
Cascada Los Caozos. Mayo 2025

### Suelos
El desarrollo de los suelos edáficos varía según la cota. En el piso medio nos encontramos con tierras pardas profundas. Constituidas por suelos arenosos silíceos, que se lixivian con facilidad con el uso agrícola. En el piso inferior nos encontramos con suelos pardos francos profundos, silíceos arenosos y arcillosos. Siendo este tipo de suelos más aptos para el uso agrícola, pese a que posean un pH subácido (5,5).

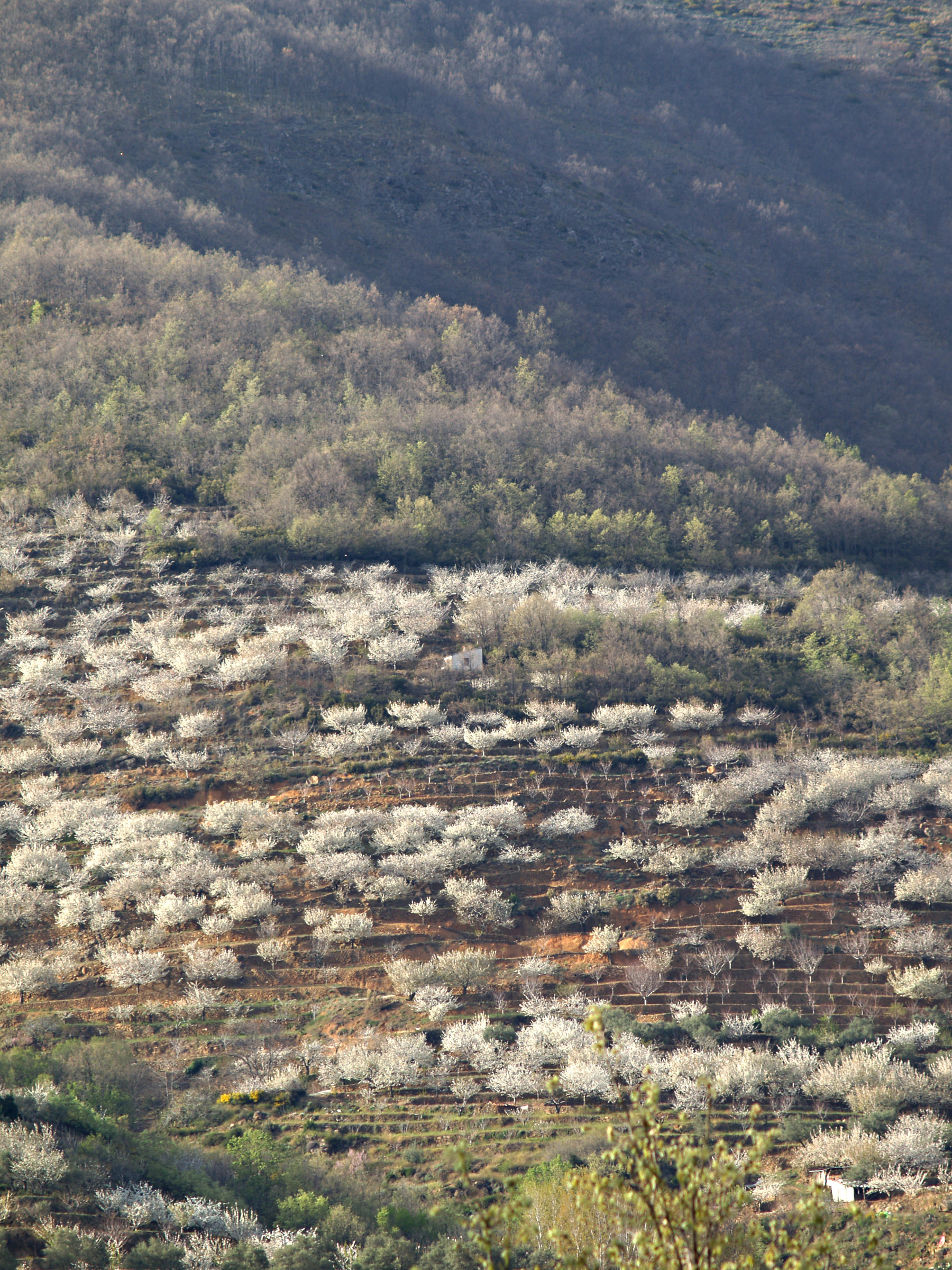
Cerezos en flor en las laderas aterrazadas. Jerte, marzo de 2008.

### Red hidrográfica
La red hidrográfica, tributaria casi por entero del río Jerte, se articula sin excesiva complejidad, facilitado por la simplicidad del relieve, en un valle típico en forma de V, conformando una red fluvial de rápida evacuación. Una parte de la comarca pertenece a la cuenca vertiente del río Tiétar, concretamente el término municipal de Barrado y la mitad del de Piornal
El río Jerte discurre a lo largo de unos 70 km aproximadamente y desemboca en el río Alagón, que es a su vez tributario del Tajo. Su nacimiento se produce en las cercanías de Tornavacas, a los pies del pico Torreón (2.401 m.) y, a su paso por Plasencia, lo hace a unos 345 m., lo que nos da idea de su accidentada cuenca en este tramo de apenas unos 50 km.
Desde su nacimiento en la cabecera vallense, va recogiendo las corrientes que le aportan gargantas importantes como San Martín, Becedas, Papúos, Los Infiernos, Buitres, Honduras, Puria, Bonal, Marta y Las Nogaleas entre otras. En días de lluvia intensa, son muy habituales las crecidas rápidas con avenidas considerables.

## Clima
Las condiciones climáticas del valle del Jerte vienen determinadas por diversos factores que mitigan y suavizan el carácter continental que le correspondería. La influencia del relieve y su orientación NE-SW, son dos rasgos que influyen de forma decisiva en los valores térmicos y pluviométricos. Los relieves montañosos contribuyen al incremento de los índices pluviométricos, favoreciendo las precipitaciones del tipo orográfico originadas por el ascenso obligado de las masas de aire, provocando así la condensación de su humedad y la posterior precipitación. El gradiente altitudinal también motiva contrastes térmicos y pluviométricos entre el fondo del valle y las cumbres. La pluviosidad aumenta al hacerlo también la cota. La orientación del valle permite la influencia atlántica con inviernos moderadamente fríos y veranos no excesivamente calurosos.
Las precipitaciones medias anuales oscilan entre los 800 y 1500 mm, tomando como referencia la estación meteorológica de Barrado, a 800 m de altitud. En el mes de noviembre es habitual ver las primeras nieves en las cumbres, variando la cota durante el invierno, llegando a darse el caso, como ocurrió el 23 de marzo de 2017, en que los once pueblos del Valle del Jerte amanecieron nevados, siendo la única comarca en Extremadura en esa situación. No es extraño ver el nevero en la base del Torreón a principios del mes de julio.
La temperatura media varía en función de la altitud, desde las mínimas de 1-3 °C en Tornavacas hasta los 5-10 °C de las zonas más bajas del Valle. Del mismo modo lo hacen las máximas, desde los 15-20 °C de Tornavacas a los 25-30 °C de las zonas más meridionales. 

## Flora y vegetación

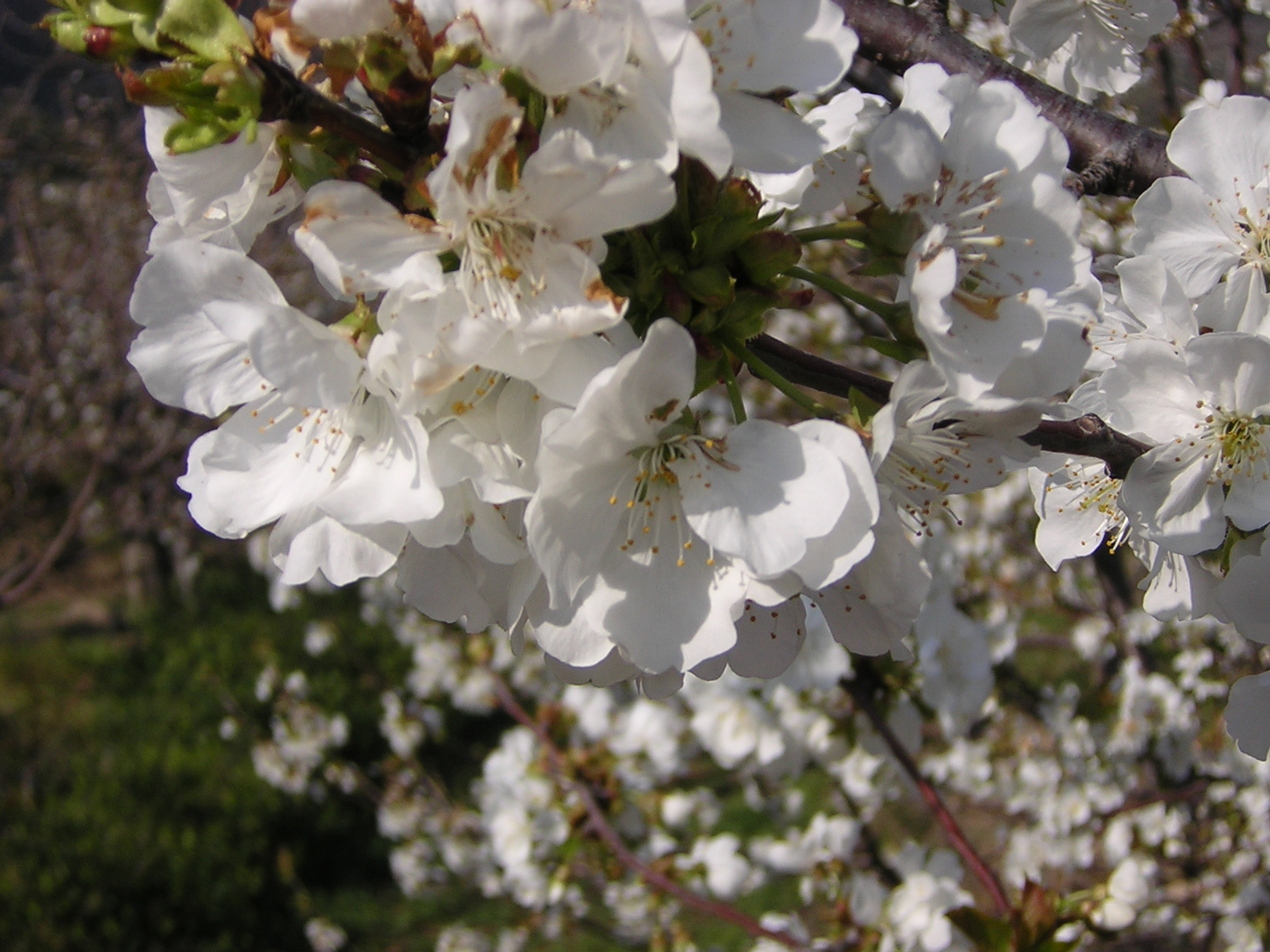
Cerezo en flor.

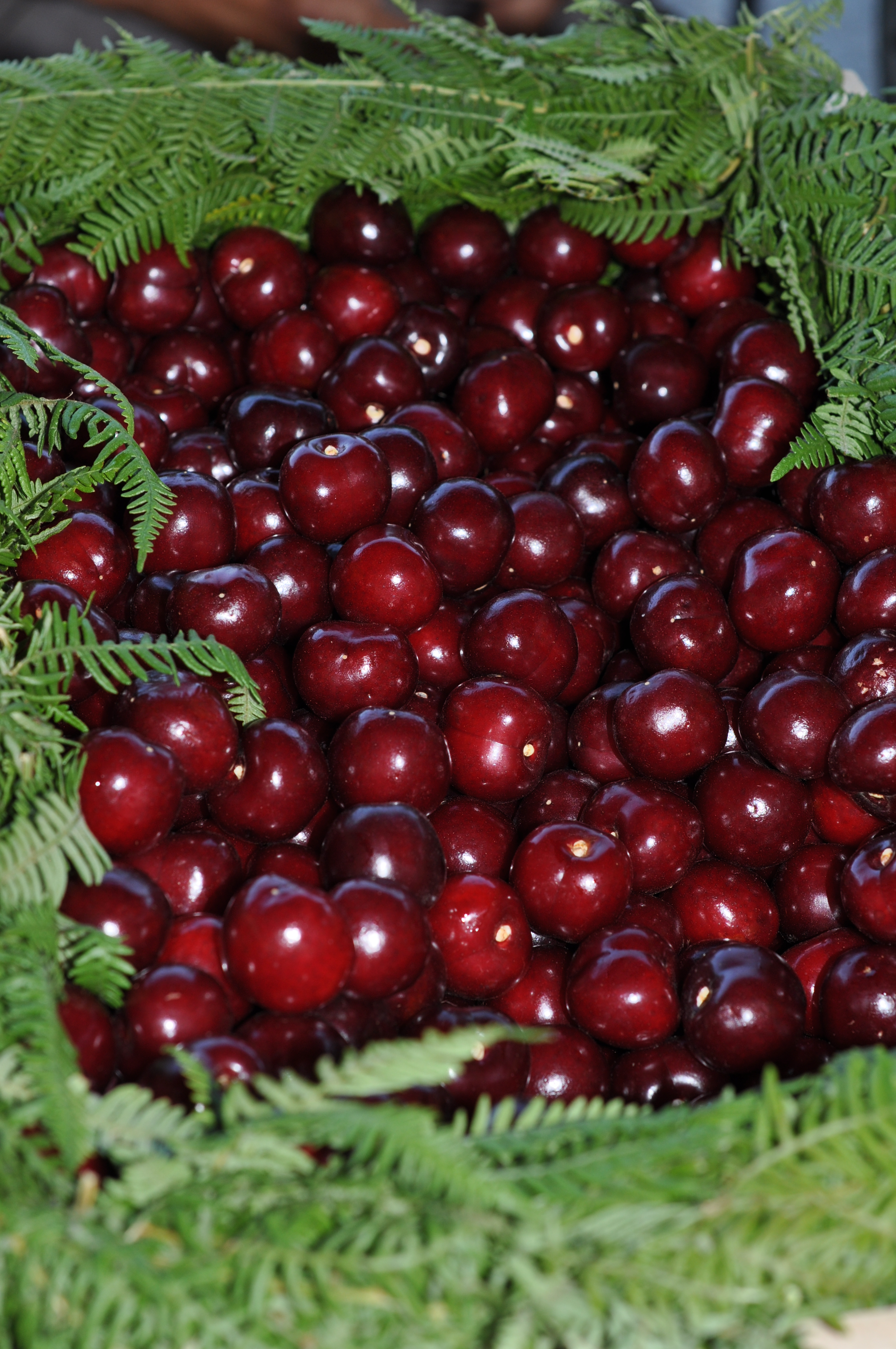
Cerezas del valle del Jerte con protección tradicional de hojas de helecho.

En el valle pueden delimitarse cuatro pisos bioclimáticos o zonaciones altitudinales de vegetación.
Mesomediterráneo (400-500m). La formación más característica de esta franja es el encinar (Quercus ilex), aunque al contrario que en la Extremadura más meridional, la encina apenas ocupa terreno sobre el total de la superficie del Valle. Se trata de formaciones adehesadas en las que aparecen abundantes cantuesos, torviscos retamas, espinos albares y jaras como matorral predominante, además de pastizal sobre suelos arenosos. También se pueden encontrar numerosos ejemplares de quejigos. 
Supramediterráneo (500-1600m). La especie predominante es el roble melojo (Quercus pyrenaica) formando grandes bosques, que cumplen una función básica en la retención y mejora de la capa edáfica. En este piso también aparecen castaños (Castanea sativa) especie que ocupó la mayor parte del Valle hasta la aparición de la enfermedad de la tinta, formando bosques o en pies sueltos, que suelen ser de gran envergadura y antigüedad. A ellos se les suman tejos, alisos, sauces, madroños, chopos, acebos y abedules dispersos en los cauces de algunas gargantas.
Oromediterráneo (1600-2200m). La especie que predomina es el piorno serrano, junto con pastizales de gramíneas en los claros del matorral y allí donde el suelo está encharcado son característicos los cervunales, que sirven de agostadero al ganado trashumante.
Crioromediterráneo (2200-2400m). Abundan los cervunales y las praderas alpinas. En los canchales y roquedos crece una reducida pero peculiar fauna rupícula y son habituales los líquenes silicícolas, los musgos y algunos helechos de montaña. 
Vegetación de ribera. Sobre los suelos aluviales del fondo de las gargantas y del río se forman los habituales bosques riparios o de galerías, asociados a esos cursos de agua o a terrenos donde la capa freática se halla muy próxima a los horizontes superficiales del suelo. Están formados fundamentalmente por alisedas, mezcladas con sauces, fresnos, arraclanes, almeces, zarzas, espinos, rosales silvestres y helechos.
En lo que respecta a la vegetación agrícola caracteriza y representa a este Valle la gran variedad de arbolado que tiene, destacando especialmente: cerezos, castaños y en menor medida, olivos e higueras.

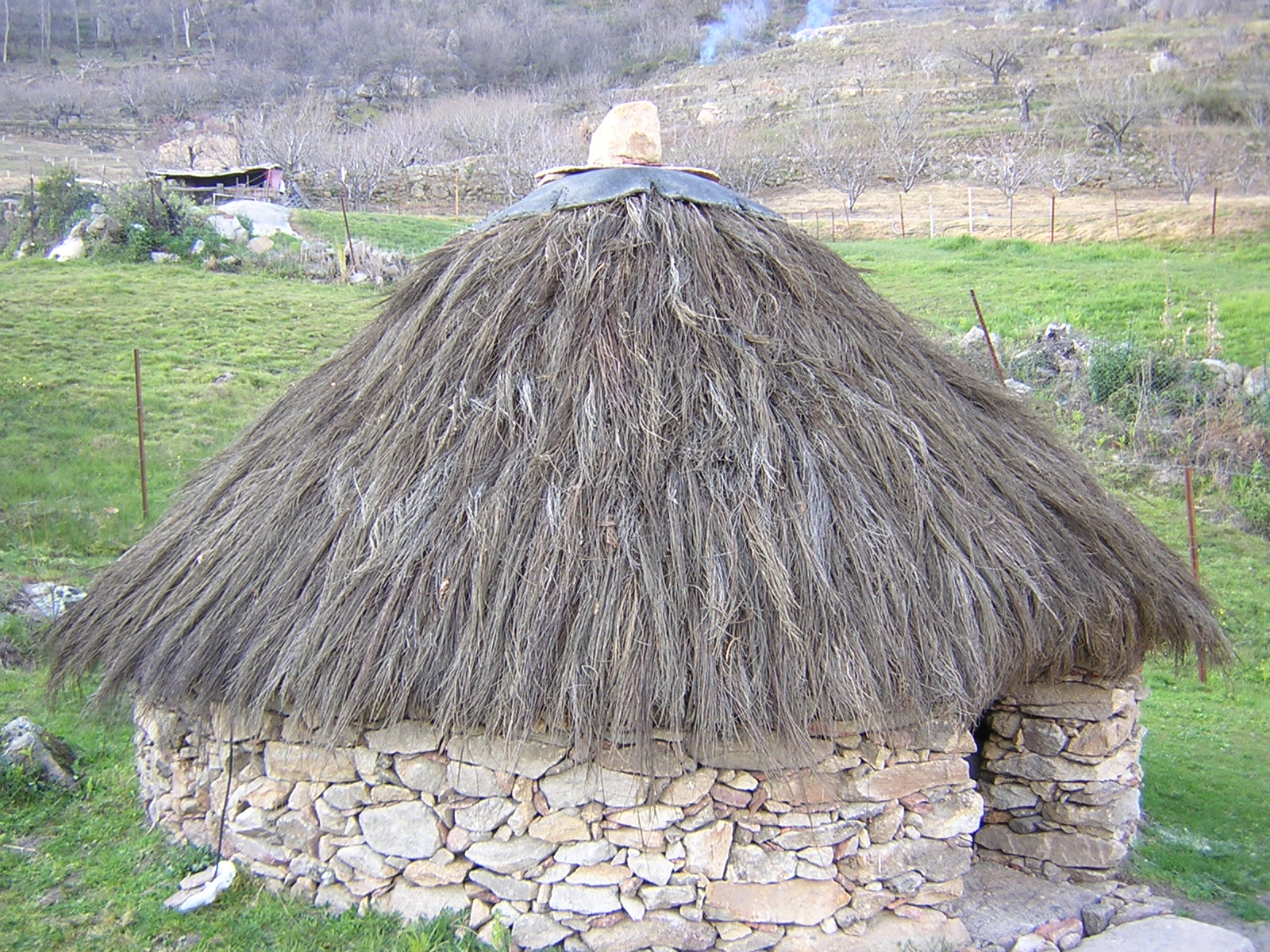
Chozo de cabreros. El Torno.

## Economía
La actividad productiva principal de los jerteños la constituye la agricultura y tiene especial relevancia el cultivo del cerezo y la comercialización de la Cereza del Jerte en los mercados de España y de gran parte del mundo, de modo que representa la principal fuente económica del Valle. La producción de cerezas es muy grande y de una calidad extraordinaria, especialmente la producción de cerezas autóctonas, denominadas picotas. Esta gran producción de cerezas ha generado también una industria de destilados, donde se producen licores, y otra de mermeladas de mucha variedad.
En cuanto a la industria, su presencia es menor y en gran parte condicionada por la agricultura, puesto que en su mayoría se trata de industrias transformadoras de los productos agrícolas. Especialmente importante para la economía valxeritense es la Agrupación de Cooperativas del Valle del Jerte, la cual es una cooperativa de segundo orden y aglutina cooperativas agrarias de los once pueblos del valle, así como algunas de la vecina comarca de La Vera. A través de ella se puso en marcha la denominación de origen Cereza del Jerte.
La industria también está presente con algunas otras fábricas como la de alabastros en la localidad de Jerte.
En los últimos años ha proliferado otro tipo de actividades que poco a poco van diversificando la economía de sus poblaciones, especialmente en el sector del turismo. Todos los pueblos cuentan con varios alojamientos rurales. El entorno natural es apropiado para el senderismo, y goza de muchas rutas.

## Historia
El nombre del río Jerte, y por lo tanto también el de la comarca, proviene del árabe: Xerit, palabra que puede haber tenido dos significados: "río angosto" o "río cristalino". De esta forma antigua del nombre del río se ha tomado el gentilicio culto: valxeritenses, que se alterna indistintamente en su uso con los más comunes de jerteños, vallenses, o vallejerteños.
En el año 1186, el rey Alfonso VIII de Castilla funda la ciudad de Plasencia sobre un asentamiento anterior, para así garantizar y asegurar la posesión de Gredos y del Valle del Jerte. A partir de este momento, fue cuando comenzaron a aparecer los núcleos de población actuales.
El siglo XIX fue una centuria en la que la comarca no se vio libre del impacto de algunas guerras: la Guerra de la Independencia y la primera guerra carlista se dejaron sentir de manera especial. En las últimas décadas de este siglo, comenzó a construirse en la comarca la que actualmente es la N-110, conocida en sus orígenes como la carretera de Plasencia a Barco de Ávila, la que fue la primera vía de comunicación moderna que ayudó a impulsar el desarrollo económico de sus pueblos.
En el siglo XX, comenzó a generalizarse el cultivo de la cereza, un fruto que comenzó a cultivarse de manera intensiva a partir de la década de 1960.
El Mirador de la Memoria es un monumento ubicado en la localidad de El Torno. El conjunto escultórico, dedicado a la memoria de las víctimas de la Guerra civil, es obra de Francisco Cedenilla Carrasco y fue inaugurado en 2009. El conjunto consta de cuatro esculturas a tamaño natural de 3 hombres y 1 mujer, todos desnudos. A los pocos días de inaugurado, el 24 de enero de 2009, el monumento fue tiroteado. El autor declaró que los impactos de proyectil que se aprecian en las esculturas, completaron su obra, por lo cual no necesitaba reparación.